# Piotr Hemperek

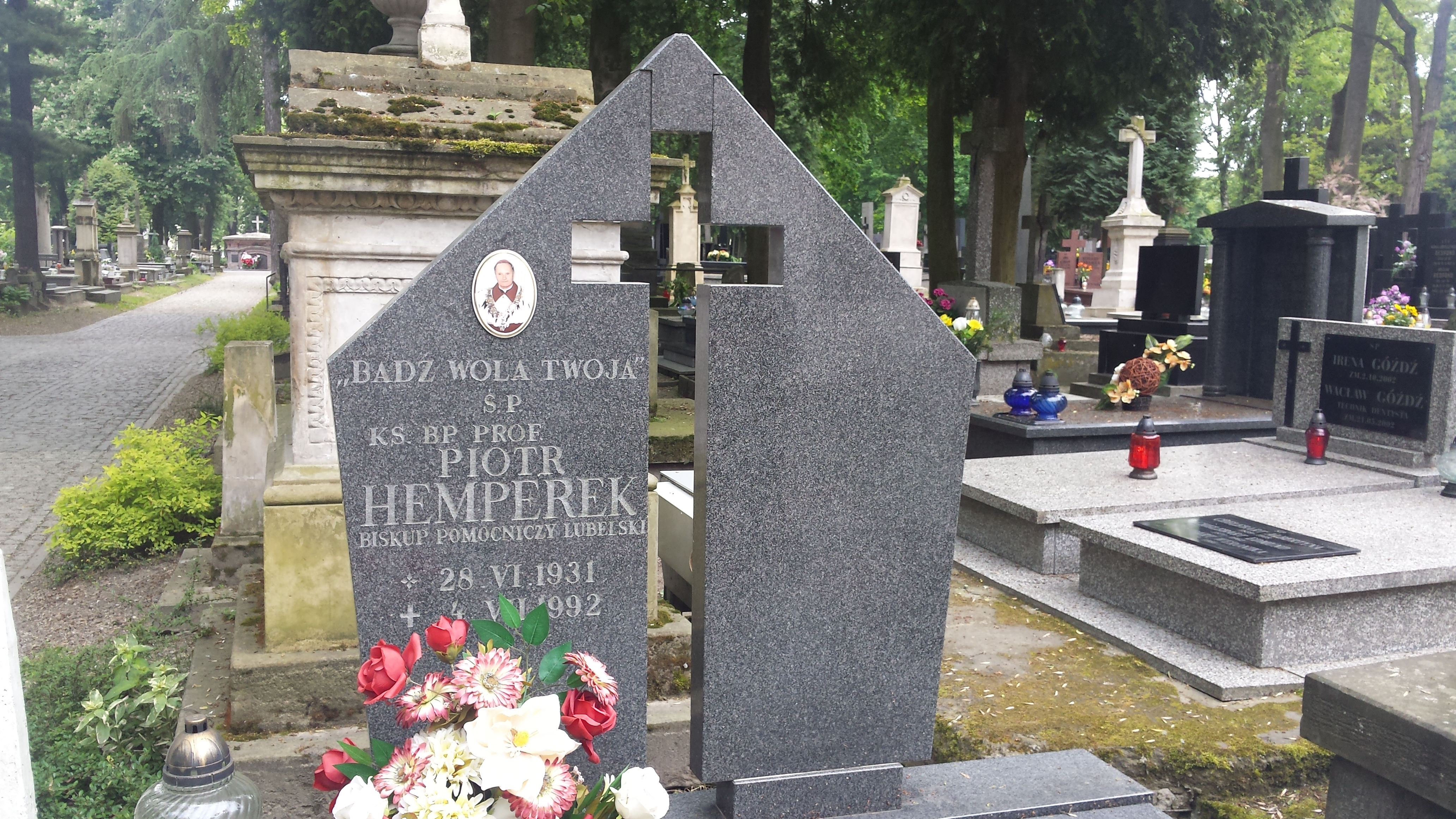
Grób biskupa Piotra Hemperka na cmentarzu przy ulicy Lipowej w Lublinie

Piotr Hemperek (ur. 28 czerwca 1931 w Ignacowie, zm. 3 lipca 1992 w Zakopanem) – polski duchowny rzymskokatolicki, historyk prawa, biskup pomocniczy lubelski w latach 1982–1992, rektor Katolickiego Uniwersytetu Lubelskiego w latach 1983–1988.

## Życiorys
W 1950 ukończył I Liceum Ogólnokształcące im. Stanisława Staszica w Lublinie. Po studiach w seminarium duchownym w Lublinie przyjął 17 grudnia 1955 święcenia kapłańskie. Następnie odbył studia magisterskie i doktoranckie na Wydziale Prawa Kanonicznego Katolickiego Uniwersytetu Lubelskiego. Od października 1963 pracował w Katedrze Prawa Porównawczego KUL-u, a od 1973 w Katedrze Kościelnego Prawa Polskiego. Po uzyskaniu habilitacji pracował w Katedrze Historii Źródeł i Publicznego Prawa Kościelnego, a od 1974 był również wykładowcą w lubelskim seminarium duchownym. W latach 1974–1977 był dziekanem Wydziału Prawa Kanonicznego. Od 1978 pracował na stanowisku profesora.
7 maja 1982 został mianowany biskupem pomocniczym diecezji lubelskiej ze stolicą tytularną Equilium. Sakrę biskupią otrzymał 30 maja 1982 w Lublinie. Konsekrował go biskup Bolesław Pylak, któremu asystowali biskupi Jan Mazur i Zygmunt Kamiński. Jako zawołanie biskupie przyjął słowa „Fiat voluntas Tua” (Bądź wola Twoja). W latach 1983–1988 był rektorem Katolickiego Uniwersytetu Lubelskiego. Z powodów zdrowotnych na rok przed końcem drugiej kadencji złożył rezygnację.
Zmarł nagle 3 lipca 1992 w Zakopanem, w dniu przybycia na urlop. Uroczystości pogrzebowe odbyły się 7 lipca 1992 w Lublinie.